# Carnival Spirit
Carnival Spirit — первое круизное судно класса Spirit в собственности компании Ibero Cruceros и эксплуатируемое оператором Carnival Cruise Lines было построено в 2001 г. в Финляндии на Новой верфи Kvaerner Masa Yards AB в Хельсинки и сменило панамский флаг на мальтийский в 2012 году.
Судами-близнецами являются Carnival Miracle, Carnival Legend, Carnival Pride, а также с визуально иной формы трубой Costa Atlantica и Costa Mediterranea.

## История судна
Договор на строительство Carnival Spirit был подписан между Carnival Cruise Lines и верфью Kvaerner Masa Yards AB 24 февраля 1998 г. 16 ноября 1999 г. на верфи в Хельсинки был заложен киль судна под строительным номером 499. 7 июля 2000 г. судно впервые всплыло после затопления сухого дока и было отбуксировано к строительному причалу на дооборудование. Первые ходовые испытания в Балтийском море состоялись уже в январе 2001 г. 11 апреля 2001 г. Carnival Spirit был передан пароходству и покинул Хельсинки, без особых проблем пройдя под мостом через Большой Белт, следуя курсом на Саутгемптон с последующим трансатлантическим переходом, во время которого проводилось обучение персонала CCL, в Майами (США). Судно прибыло в американский порт Майами 24 апреля 2001 г., где 27 апреля состоялась церемония крещения судна. Крёстной матерью стала американский политик Элизабет Доул или просто "Liddy". 29 апреля 2001 г. Carnival Spirit отправился в свой первый рейс на Панамский канал 
Carnival Spirit стал первым из супер-судов, включивших в свою программу Аляску и Гавайи, которые судно посещает с мая по сентябрь с остановками в Кетчикане, Джуно, Скагуэйе и Виктории.
Кроме того судно совершает круизы на Мексиканскую Ривьеру по маршруту: Лос-Анджелес - Кабо-Сан-Лукас Ла-Пас - Пичилинке - Масатлан - Пуэрто-Вальярта - Лос-Анджелес и на Гавайи: Лос-Анджелес - Хило - Кахулуи - Гонолулу - Навиливили - Кона - Энсенада - Лос-Анджелес.

## На борту
Судно оборудовано каютами класса: Grand Suit, Vista Suit, Penthouse Suit на верхней палубе, каютами с балконом Premium на 9-й палубе, каютами с балконами на более низких палубах, где балкон отделён от жилой части каюты стеклянными раздвижными дверями, сами каюты оборудованы термостатом, телевизором с пультом управления, телефоном, феном для волос и личным сейфом.
Рестораны:
- Napoleon Club
- Empire
- La Playa Grand

Бары:
- Суши-бар словно маленький уголок Японии на судне